# Napoleon-Tiara

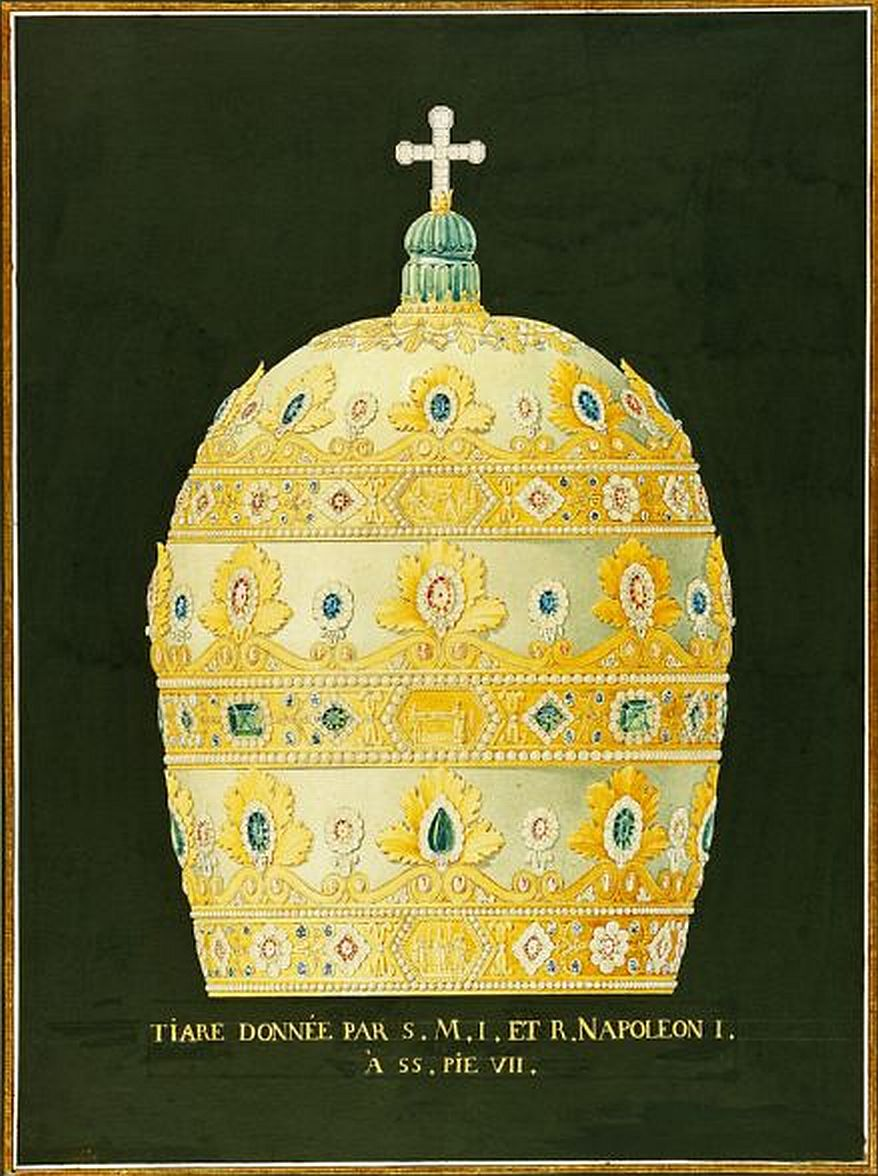
Zeichnung der originalen Tiara von Napoleon (1805)

Die Napoleon-Tiara war eine Tiara, die Napoleon Bonaparte im Juni 1805 wenige Monate nach seiner Kaiserkrönung Papst Pius VII. schenkte. Sie war aufwendig mit Juwelen geschmückt. „Dass diese [Tiara] absichtlich zu eng gestaltet wurde, um den Pontifex zu demütigen, gehört in das Reich der Legende,“ so Jörg Ernesti. Die Tiara war eine symbolische Rückerstattung von während der Revolutionskriege geraubten Juwelen. Ihre Form und ihre Bilder und Inschriften waren aber zugleich eine Demütigung des Papstes. Der Maler Jacques-Louis David stellte im Bild Le Sacre de Napoléon dar, wie die Tiara hinter dem Papst von einem Helfer gehalten wird.

## Beschreibung
Die Tiara, welche die übliche Form päpstlicher Tiaren hatte, wurde von Henri Auguste und Marie-Étienne Nitot aus dem Hause Chaumet in Paris entworfen und gefertigt. Die Unterlage war aus weißem Samt. Darüber gab es drei Kronen aus Gold, die jeweils mit Blumen und Blättern geschmückt waren, mit Rubinen, Smaragden und Saphiren angereichert und von Brillanten und Perlen umrahmt. Insgesamt enthielt die Tiara 3345 Edelsteine und 2990 Perlen. Sie kostete 179.800 Franc.
Ganz oben, unter dem diamantenen Kreuz, trug die Tiara einen großen Smaragd, den Papst Pius VI. von seiner Tiara entfernt hatte, um die im Vertrag von Tolentino geforderte Kriegsreparation von 1797 zu bezahlen. Der Smaragd (404,5 Karat) war ursprünglich Teil einer Tiara von Papst Gregor XIII., die von Cristoforo Foppa hergestellt worden war.
In der Mitte jedes Reifes war ein Relief, das Napoleon verherrlichte. Dargestellt waren die Zivilverfassung des Klerus, das Konkordat von 1801 und die Krönung Napoleons. Auf zusätzlichen Platten waren Inschriften mit den militärischen Siegen Napoleons.

## Ärgernisse und Modifikationen

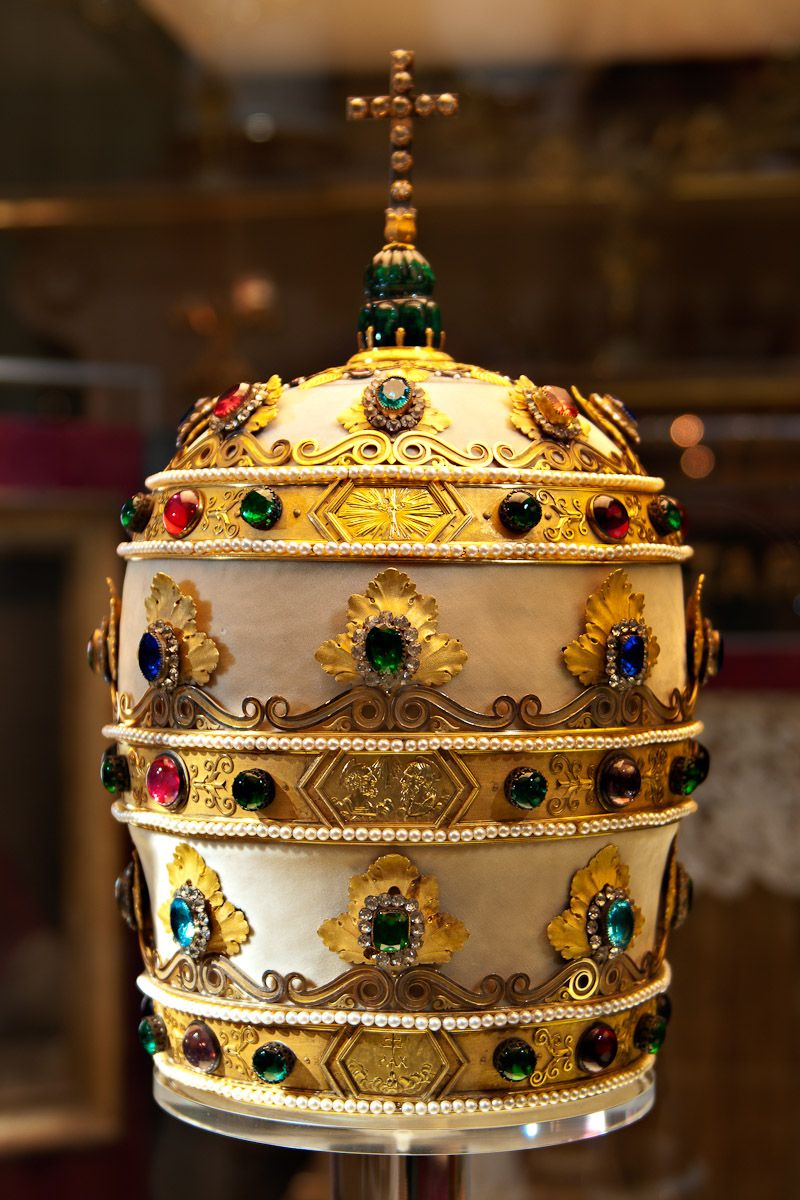
Heutiger Zustand der Napoleon-Tiara

Bei seiner Krönung versprach Napoleon dem Papst, ihm einen Altar, zwei Kutschen und eine Tiara zu senden. Einzig die Tiara wurde geliefert. Gewöhnlich wog eine Tiara zwischen 2 und 5 Pfund (0,91 und 2,27 kg). Diese wog 18 Pfund (8,2 kg). Sie war auch zu klein, um bequem getragen zu werden. Einige Juwelen und Verzierungen kamen von päpstlichen Tiaren und Insignien, die 1798 von den Truppen des Direktoriums zerstört und gestohlen worden waren, als sie mit General Louis-Alexandre Berthier an der Spitze in Rom einmarschierten, die Römische Republik etablierten und Papst Pius VI. vertrieben. Sein Nachfolger Papst Pius VII. wurde 1800 im Exil in Venedig gewählt und mit einer Pappmaché-Tiara gekrönt.
Der Papst dankte dem Kaiser für die Tiara mit einem Brief vom 23. Juni 1805 und kündigte an, sie am Fest der Apostel Petrus und Paulus zur Papstmesse zu verwenden.
Die ursprünglichen Flachreliefs in der Mitte der Reife jeder Kronen, die Napoleon verherrlichen, wurden vermutlich von Kardinalstaatssekretär Ercole Consalvi entfernt. Sie wurden durch Inschriften aus der Heiligen Schrift ersetzt: Apg 20,28  an der Spitze, Off 11,4  in der Mitte und Ps 85,10  unten.
Während des Aufstands von 1831 wurde die Tiara in den Vatikanischen Gärten vergraben und dadurch sehr beschädigt. 1834 wurde sie restauriert. Dabei wurde der Umfang der Tiara so angepasst, dass sie angenehmer zu tragen war. Mütze und Kronreife wurden erweitert, die Inschriften entfernt. 
Sie wurde danach für die Krönung einer Reihe von Päpsten verwendet, so für Pius IX. Zum letzten Mal wurde sie während des Ersten Vatikanischen Konzils im Jahre 1870 getragen. Bis auf den Smaragd und acht Rubine ließ Papst Benedikt XV. die Edelsteine entfernen und durch Repliken aus farbigem Glas ersetzen. Die Juwelen wurden verkauft, um Geld für die Opfer des Ersten Weltkriegs zu erhalten.